# Post (Familienname)
Post ist ein Familienname.

## Namensträger

### A
- Achim Post (* 1959), deutscher Politiker (SPD)
- Albert Post (Politiker) (1896–1992), deutscher Politiker (FDP)
- Albert Post (Fußballspieler) (* 1934), niederländischer Fußballspieler
- Albert Hermann von Post (1777–1850), deutscher Jurist und Bremer Senator
- Albert Hermann Post (Rechtswissenschaftler) (1839–1895), deutscher Rechtswissenschaftler und Richter
- Alfred Post (Fußballspieler) (1926–2013), deutscher Fußballspieler
- Alfred Post (Hochschulmanager) (1942–2005), deutscher Hochschulmanager
- Arne Post (* 1983), norwegischer Wintertriathlet

### B
- Bernhard Post (* 1953), deutscher Archivar und Historiker

### C
- Charles William Post (1854–1914), amerikanischer Unternehmer und Gründer eines utopischen Gemeinwesens
- Christoph Post (* 1965), deutscher Journalist, TV-Produzent und Medienunternehmer
- Cordula Kablitz-Post (* 1964), deutsche Regisseurin, Film- und Fernsehproduzentin

### D
- Dietmar Post (* 1962), deutscher Filmregisseur und Labelmacher

### E
- Eduard Caspar Post (1827–1882), deutscher Landschafts- und Stilllebenmaler der Düsseldorfer Schule
- Ehrhardt Post (1881–1947), deutscher Schachspieler und Schachfunktionär
- Elisabeth Maria Post (1755–1812), niederländische Autorin
- Emil Leon Post (1897–1954), polnisch-amerikanischer Mathematiker und Logiker
- Emily Post (1872–1960), US-amerikanische Autorin
- Erich Post (1900–1945), deutscher Politiker (NSDAP)

### F
- Florian Post (* 1981), deutscher Politiker (SPD, seit 11/2022 CSU)
- Frans Post (um 1612–1680), niederländischer Maler

### G
- George Adams Post (1854–1925), amerikanischer Politiker
- George B. Post (1837–1913), amerikanischer Architekt
- George Edward Post (1838–1909), amerikanischer in Syrien tätiger Botaniker

### H
- Hampus von Post (1822–1911), schwedischer Agrarwissenschaftler und Geologe
- Heinrich Gerhard Post (1754–1825), deutscher Jurist und Archivar
- Hendrik Houwens Post (1904–1986), niederländischer Romanist und Lusitanist
- Herbert Post (1903–1978), deutscher Schriftkünstler, Typograf und Buchgestalter
- Hermann Post (1693–1762), deutscher Jurist und Archivar
- Hermann Lothar von Post († 1674), münsterländischer General

### J
- James D. Post (1863–1921), US-amerikanischer Politiker
- James F. Post (1818–1899), US-amerikanischer Architekt
- Jerrold Post (1934–2020), US-amerikanischer Psychiater, Mitarbeiter der CIA
- Jim Post (1939–2022), US-amerikanischer Folksänger, Singer-Songwriter, Autor und Schauspieler
- Johann Post (1613/14–1685), deutscher Abt im Kloster Himmerod
- Johannes Post (Widerstandskämpfer) (1906–1944), niederländischer Widerstandskämpfer
- Johannes Post (SS-Mitglied) (1908–1948), deutscher SS-Sturmbannführer
- Joseph Casimir Karl von Post (1803–?), deutscher Gutsbesitzer und Mitglied des kurhessischen Landtags
- Jotham Post junior (1771–1817), US-amerikanischer Politiker
- Julia Post (* 1989), deutsche Unternehmerin und Politikerin (Bündnis 90/Die Grünen), Landtagsabgeordnete in Bayern
- Julius Post (Unternehmer) (1844–1909), deutscher Unternehmer, Papiermacher und Chemiker
- Julius Post (Chemiker) (Karl August Eduard Julius Post; 1846–1910), deutscher Chemiker, Hochschullehrer und Geheimer Oberregierungsrat

### K
- Konrad Post (1613–1669), evangelischer Geistlicher

### L
- Laurens van der Post (1906–1996), südafrikanischer Schriftsteller
- Lennart von Post (1884–1951), schwedischer Geologe
- Levi Arnold Post (1889–1971), US-amerikanischer Klassischer Philologe
- Liborius Diederich Post (1737–1822), deutscher Jurist und Archivar
- Lisa Post (* 1999), niederländische Hockeyspielerin

### M
- Mance Post (1925–2013), niederländische Malerin
- Marjorie Merriweather Post (1887–1973), US-amerikanische Unternehmerin und Gründerin der Firma General Foods
- Markie Post (1950–2021), US-amerikanische Schauspielerin
- Maurits Post (1645–1677), niederländischer Architekt
- Melville Davisson Post (1869–1930), US-amerikanischer Krimiautor
- Michael Post (* 1952), deutscher Künstler der Konkreten Kunst
- Mike Post (* 1944), US-amerikanischer Komponist und Musikproduzent
- Morton Everel Post (1840–1933), US-amerikanischer Politiker

### N
- Nathan Post (1881–1938), US-amerikanischer Marineoffizier
- Niklas Post (* 2000), deutscher Schauspieler
- Norbert Post (* 1952), deutscher Politiker (CDU)

### O
- Oliver Post (* 1980), deutscher Squashspieler

### P
- Paul Post (1882–1956), deutscher Kunsthistoriker
- Paulus Gijsbertus Johannes Post (* 1953), niederländischer Ritualwissenschaftler

- Peter Post (Radsportler) (Petrus Franciscus Maria Post; 1933–2011), niederländischer Radrennfahrer
- Peter Post (Schauspieler) (* 1971), niederländischer Schauspieler deutscher Herkunft
- Peter Post (Ingenieur), Träger des Deutschen Zukunftspreises 2010

- Philip S. Post (1833–1895), amerikanischer Politiker und Armeegeneral
- Pieter Post (1608–1669), holländischer Architekt, Drucker und Maler

### Q
- Quinten Post (* 2000), niederländischer Basketballspieler

### R
- Ralf-Peter Post (* 1967), deutscher Maler, Figuren- und Maskenbauer, Autor und Theater-Choreograf, Filmemacher und Drehbuchautor
- Regis Henri Post (1870–1944), US-amerikanischer Politiker
- Richard Post (1918–2015), US-amerikanischer Physiker
- Rudolf Post (* 1944), deutscher Germanist

### S
- Sander Post (* 1984), estnischer Fußballspieler
- Simon Hermann Post (1724–1808), deutscher Jurist und Archivar
- Soraya Post (* 1956), schwedische Politikerin
- Stefan Post (* 1954), deutscher Mediziner

### T
- Ted Post (1918–2013), US-amerikanischer Regisseur
- Tim Post (* 1963), kanadischer Schauspieler und Synchronsprecher

### U
- Uwe Post (* 1968), deutscher Science-Fiction-Schriftsteller

### W
- Walter Post (* 1954), deutscher geschichtsrevisionistischer Publizist
- Werner Post (1940–2018), deutscher römisch-katholischer Theologe, Philosoph und Hochschullehrer
- Wiley Post (1898–1935), US-amerikanischer Pilot
- Wilhelm Post (1852–1896), deutscher Fabrikbesitzer